# Tessères de Nortia
Nortia Tesserae
Pour les articles homonymes, voir Nortia.
Les tessères de Nortia (désignation internationale : Nortia Tesserae) sont un terrain polygonal situé sur Vénus dans le quadrangle de Mahuea Tholus. Il a été nommé en référence à Nortia, déesse étrusque du destin.